# 龙泉寺 (鞍山)
龙泉寺，位于中华人民共和国辽宁省鞍山市千山区千山风景区北沟东部，是千山古建筑群的组成部分。也是千山“五大禅林”中现存最大的佛教寺院。该寺四周奇峰环绕，古松成林，以其悠久的历史、得体的建筑布局以及与自然景色的和谐统一而闻名。关于“龙泉”之名的由来，有四种传说：其一，毗卢殿前的石隙中有泉水涌出，涓涓细流蜿蜒如龙，故得名；其二，寺中泉水常年流淌，宛如“龙涎吐水”，因而得名；其三，寺前有照山，后有靠山，左为青龙山，右为白虎山，泉水源自小山脉北侧的佛堂基下，山与泉结合，故称龙泉；其四，相传唐太宗东征时曾驻跸千山，并钦赐此水为“龙泉”。

## 历史沿革

### 北魏
佛教传入千山的历史可追溯至北魏时期（386-534年）。早期僧人在此弘法时，因山中条件艰苦，多以天然洞穴为修行之所。在千山龙泉谷内，僧人择一洞穴作为主要修行场所，并将其命名为"极乐洞"，此地即为后世龙泉寺的发源地。随着佛教在当地的传播与发展，僧众在极乐洞旁兴建小型庵堂，为龙泉寺的建立奠定了基础。
民国年间的《修碑经阁记》中记载：“龙泉乃千山之古寺。读庙古碑，梁武时建，相沿至今，僧庙犹存。”

### 金朝
金代文献中关于千山龙泉寺僧人修行情况的最早记载见于王寂所著《鸭江行部志》。
金明昌二年（1191年）二月，王寂游历千山时详细记述了龙泉寺的状况："壬辰，大风雪，对目不辨牛马，抵暮稍霁。扶杖游龙泉谷。谷去寺三里而近。扪萝梯石，困于登陟，左抱右掩，松柏参云，殆非人世，但恨阴霾障蔽，不得穷幽极胜。泉上破屋数椽，残僧三四，颇习禅定。相与坐于石壁下，少顷乃归。因留一绝句云：'我来连日苦风霾，不见千峰剑戟排。要识玉山真面目，雪晴明月射苍崖。'"
这段记载不仅生动描绘了龙泉寺周边的自然景观，更为重要的是提供了金代龙泉寺建筑规模的重要信息：当时寺院已有数间屋舍，常住僧人三至四人，且这些僧人精于禅修，显示出寺院已具备一定的宗教活动规模。

### 明朝
龙泉寺在明代进入大规模建设时期，其建筑格局基本形成于这一时期。明万历六年（1578年）在现大雄宝殿位置兴建五间殿宇及配房，万历十二年（1584年）建造藏经阁，现存的寺院主体建筑群，包括大雄宝殿、法王殿、禅堂、斋堂及配殿等，均肇建于明代。
根据《大明一统志》记载，除明世宗崇信道教外，其余皇帝都对佛教推崇备至。尤其是明神宗朱翊钧和其母孝定皇太后。其主政期间大兴土木，广建佛寺，推崇佛教。万历十二年（1584年），孝定皇太后为表彰龙泉寺高僧德行及弘法之功，特赐宋版大藏经637函，共计678卷，并赐铜铸金莲花坐佛像一尊。该佛像高1.4米，重300斤，工艺精湛，成为龙泉寺镇寺之宝。在皇室支持下，龙泉寺声名远播，香火鼎盛，成为当时辽东地区最具影响力的佛教寺院之一，其影响远及中原地区。

### 清朝
明末清初，辽东地区战乱频仍，龙泉寺因战火摧残而颓败不堪，寺内“荆棘满庭，鼪鼯栖壁，栋宇倾欹”，呈现出一片荒凉景象。清崇德五年（1640年），朝廷曾“拨僧人九名，给衣粮”，以维持寺院的基本运转。至清顺治年间（1644-1661年），龙泉寺虽经修缮，但数十年后再度“沦于倾颓凋残”，亟待修葺。康熙五十九年（1720年），龙泉寺进行了大规模重修，此次工程涵盖大殿、法王殿、藏经阁及殿廊等主要建筑，成为自有文献记载以来规模最大的一次修缮。此后，乾隆十四年（1749年）和乾隆四十八年（1783年），寺院又增建两廊、客堂及后佛堂，至此，龙泉寺的格局基本定型，形成今日之规模。
值得一提的是，清康熙二十一年（1682年），康熙帝爱新觉罗·玄烨亲率皇后、太子及诸王、大臣、侍卫等万余人，由盛京（今沈阳）前往辽阳，专程游览龙泉寺等寺庙，并赋诗赞美龙泉寺的景致。随行的还有著名耶稣会传教士南怀仁，他以顾问身份陪同康熙帝游览龙泉寺，成为有文字记载以来首位游览千山的外国人。

### 中华民国
民国十二年（1923年），释常和出任龙泉寺住持，随即着手筹划藏经阁的修缮事宜。次年（1924年），释常和亲赴哈尔滨拜会朱庆澜，向其寻求支持。在朱庆澜以及于冲汉、彭贤、王维宙、孙钟午、王士斌等社会贤达的倡导下，加之奉天省（今辽宁省）、吉林、黑龙江、山东等省官员及各地善信的热心捐助，以及东北大学的资助，藏经阁得以顺利重修。
民国二十四年（1935年），位于鞍山市千山区唐家房镇网户屯村的安宁寺因年久失修，寺宇坍塌，无力修复，遂将其寺中供奉的十八尊罗汉造像迁至千山龙泉寺供奉。

## 宗教派别
龙泉寺自古以来即为汉传佛教寺院，其宗教派别的历史可追溯至明代。
据明隆庆五年（1571年）《新建龙泉寺后山佛堂碑记》记载，僧人宗赟为修建龙泉寺后山佛堂的主事者，其徒弟惠镇、惠贞、惠聪等人亦参与其中。惠镇当时担任龙泉寺住持。宗赟的师父续升，出身于盖牟（今抚顺）赵氏宦族。碑志显示，续升与其徒弟宗赟及徒孙惠镇、惠贞、惠聪等构成了当时龙泉寺僧众的三代班辈。续升祖孙三代属于禅宗曹洞宗贾菩萨派的第十一、十二、十三代，表明明朝隆庆年间龙泉寺僧众归属于禅宗曹洞宗贾菩萨派。
至清康熙五十九年（1720年），《重修龙泉寺碑记》所载僧人名录显示，龙泉寺除原有的曹洞宗贾菩萨派外，还出现了曹洞宗豫章派和金顶毗卢派，这是金顶毗卢派在千山地区首次出现。至清雍正、乾隆年间，金顶毗卢派僧人逐渐增多，至清末已成为龙泉寺唯一的佛教派别。

## 寺院结构
寺院主要建筑如下：
- 山门

明代建筑，上有明神宗朱翊钧御笔“勅建龙泉”，两侧书“万历三十八年四月吉旦立”。
- 钟楼
- 鼓楼
- 藏经阁

内殿供奉明代孝定皇太后所供养铜铸金莲花座佛像，以及宋版《大藏经》637函678卷。十年动乱期间，佛像头部惨遭砍去，仅余佛身与莲座，宋版《大藏经》亦被焚毁殆尽。如今的佛头与《大藏经》皆为现代修复与翻印之作。阁前立有明万历二十五年石碑《新建龙泉东庵记》一甬，以及公元1998年石碑《复修藏经阁与古佛碑记》一甬。
- 法王殿

内供弥勒尊佛、韦陀菩萨及四大天王。正门楹联为：“长白发祥叠嶂层峦朝拱遥望千笏列；龙泉擅胜深庭幽壑巡游曾引六飞来”，落款“翰林院瑶峰王尔烈”。十年动乱期间，正门楹联被毁，后修复时不慎将上下联顺序颠倒，以致落款误置于上联一侧。后门楹联为：“百万神兵护彼一人得道；三千世界看他谁敢参禅。”
- 龙泉演梵

- 王尔烈书房（龙泉寺西阁）

- 地藏殿
- 祖师殿
- 倒坐观音
- 伽蓝殿
- 大雄宝殿
- 护法殿
- 毗庐殿
- 五爷庙
- 华藏世界
- 倒坐弥勒
- 镇山宝杵